# Amerikaanse presidentsverkiezingen 1868
De Amerikaanse presidentsverkiezingen van 1868 waren een strijd tussen de Republikeinse kandidaat Ulysses S. Grant en zijn Democratische rivaal Horatio Seymour.
De verkiezingen vonden plaats tegen de achtergrond van de Reconstruction van vlak na de Amerikaanse Burgeroorlog. Drie voormalig Geconfedereerde staten (Mississippi, Texas en Virginia) waren nog niet heropgenomen in de Unie en konden dus niet aan de verkiezingen meedoen.

## Nominaties
Bij de Republikeinen werd oorlogsheld Grant unaniem gekozen als kandidaat voor het hoogste ambt van de VS. Als zijn running mate koos de partij Schuyler Colfax.
De Democraten passeerden zittend president Andrew Johnson voor de nominatie. Johnson was niet bijster populair in zijn eigen partij, met name door zijn Reconstruction-beleid. De president was bovendien eerder onderhevig geweest aan een impeachmentprocedure die hij overigens maar net had overleefd. In plaats van Johnson koos de partij uiteindelijk voor Horatio Seymour, terwijl voor de positie van vicepresident Francis Preston Blair werd genomineerd.

## Presidentskandidaten

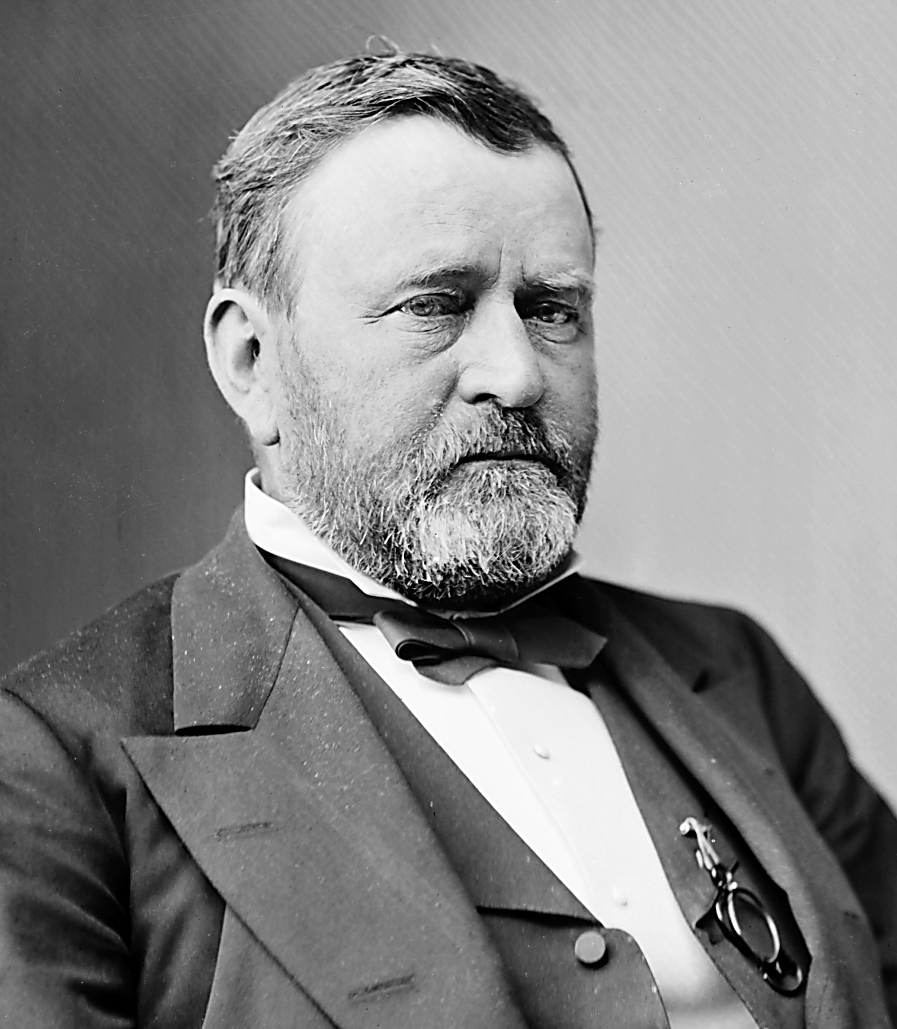
General Ulysses S. Grant uit Illinois Republikeinse Partij
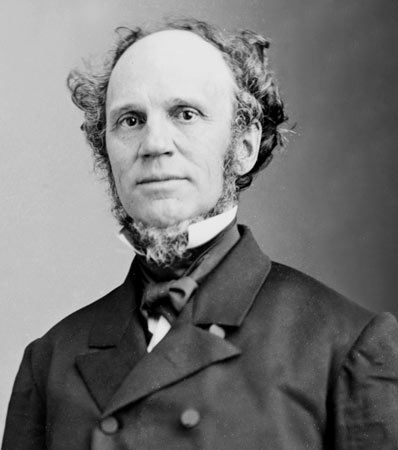
Voormalig Gouverneur Horatio Seymour uit New York Democratische Partij

### Vicepresidentskandidaten

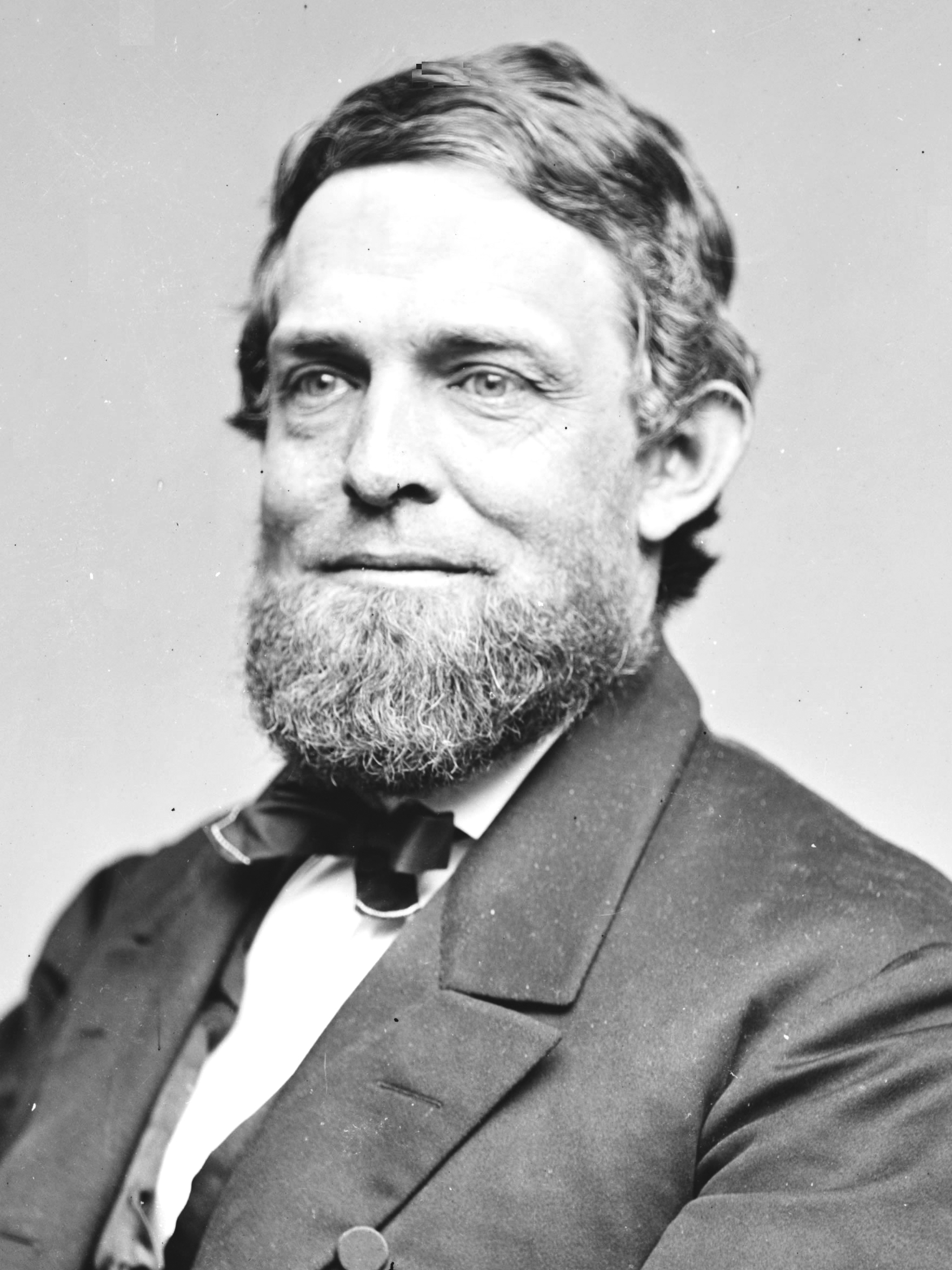
Voorzitter van het Huis van Afgevaardigden Schuyler Colfax uit Indiana Republikeinse Partij
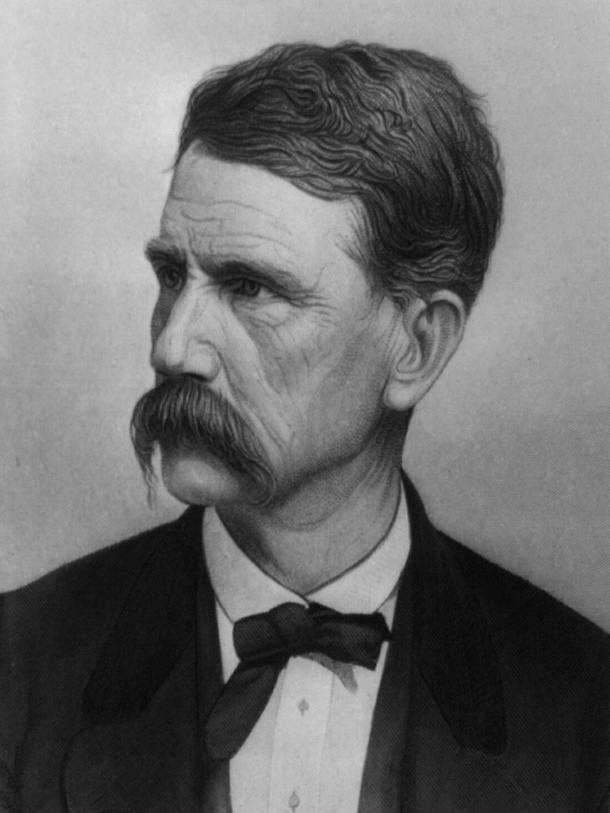
Voormalig Afgevaardigde Francis Blair jr. uit Missouri Democratische Partij

- Voorzitter van het 
 Huis van Afgevaardigden 
 Schuyler Colfax 
 uit Indiana 
 Republikeinse Partij
- Voormalig 
 Afgevaardigde 
 Francis Blair jr. 
 uit Missouri 
 Democratische Partij

## Campagne
De Republikeinense campagne richtte zich op de vruchten van de Noordelijke overwinning in de Burgeroorlog en de Reconstruction die na de oorlog werd ingesteld en die de zuidelijke staten weer tot de Unie moest laten herintreden.
In het noorden was Grant populair als de generaal die de VS naar de overwinning had geleid.
De zwarte bevolking van de zuidelijke staten, bevrijd uit de slavernij en veelal met stemrecht, was ook een belangrijke bron van stemmen voor Grant.
Seymour voerde campagne met racistische ondertonen en hij gebruikte daarbij de slogan This Is a White Man's Country, Let White Men Rule (Dit is een blanke natie, laat blanken regeren).

## Uitslag
De uitslag van de verkiezingen liet een duidelijke overwinning voor Grant en de Republikeinen zien. In 25 van de 33 staten die aan de verkiezingen meededen won Grant. Behalve Oregon en enkele zuidelijke staten won Seymour onder meer New York en New Jersey, zei het slechts met klein verschil. In New York, dat met 33 kiesmannen de grootste "prijs" was in 1868, bijvoorbeeld met 1,2% verschil oftewel minder dan 10.000 uit ongeveer 850.000 uitgebrachte stemmen.
In het kiescollege won Grant met 214 tegen 80 kiesmannen een overtuigende meerderheid.
| Kandidaat        | Partij               | Stemmen   | Percentage | Kiesmannen | Running mate      |
| ---------------- | -------------------- | --------- | ---------- | ---------- | ----------------- |
| Ulysses S. Grant | Republikeinse Partij | 3.013.790 | 52,7%      | 214        | Schuyler Colfax   |
| Horatio Seymour  | Democratische Partij | 2.708.980 | 47,3%      | 80         | Francis Blair jr. |
| Overigen         |                      | 46        | 0,0%       |            |                   |
| TOTAAL           |                      | 5.722.816 | 100%       | 294        |                   |